# Alexandr z Chrudimi
Alexandr z Chrudimi OFM, též Alexander z Chrudimi byl český františkán, činný v 90. letech 14. století a počátkem následujícího věku. Snad ještě před vstupem do řádu se stal doktorem kanonického práva („doctor decretorum“). Ve františkánském řádu byl uveden jako kazatel do nově zřízeného kláštera v Bechyni (8. října 1490), kde byl jmenován první kvardiánem tohoto konventu. Podílel se také na řízení české františkánské provincie jako člen jejího čtyřčlenného definitora, jímž byl v letech 1497–1499 a 1500–1502.
Podle Bohuslava Balbína napsal Alexandr z Chrudimi knihy Tractatus de corruptela peccati,  Conciones de paenis malorum & praemiis bonorum, Tractatus de Passione Domini N. J. Christi a další s incipitem Quo abiit dilectus tuus o pulcherrima mulierum, & quaeremus eum tectum.